# Sant Pere de Castellnou

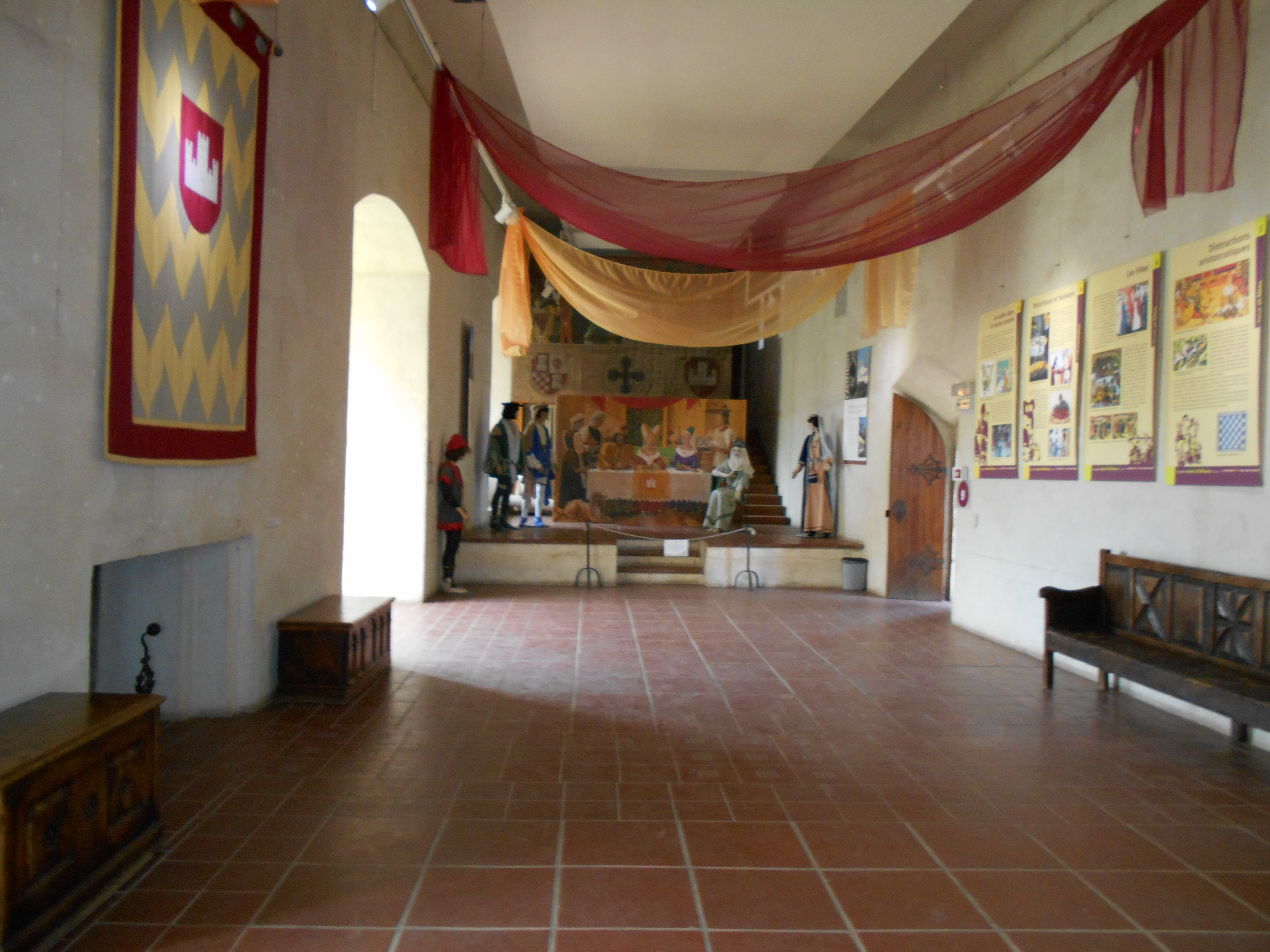
Sala principal del castell

Sant Pere de Castellnou era l'església del Castell de Castellnou, a la comuna nord-catalana de Castellnou dels Aspres, a la comarca del Rosselló. Possiblement en fou la primera església, dependent de Sant Fruitós de Cameles.
Estava situada en el castell, dalt del turó que domina la població. El lloc que ocupava la capella de Sant Pere és actualment la sala gran del castell, del segle xv, situada al nord-oest del recinte.
Esmentada el 1020, Sanctus Petrus de Castronovo, ecclesia Sancti Petri, Sancte Crucis et sepulchrum Domini intramuros de Castronovo, fou la seu d'un priorat augustinià, esmentat ja el 1091, que pertanyia a l'orde de Sant Ruf d'Avinyó. El priorat subsistí fins al 1592, i en suprimir-se, els seus béns, com els de Santa Maria de Serrabona, foren atribuïts a Solsona.
Aparentment, no queda res d'aquesta capella, convertida el segle xv en sala principal del castell.